# Qarasor Köli (saltsjö i Kazakstan, Pavlodar, lat 51,97, long 75,71)
Qarasor Köli är en saltsjö i Kazakstan.   Den ligger i oblystet Pavlodar, i den nordöstra delen av landet, 300 km öster om huvudstaden Astana. Arean är 88 kvadratkilometer.